# Illa Hart
L'Illa Hart, en anglès Hart island, de vegades coneguda com a Illa de Hart, és una illa a la ciutat de Nova York, a l'extrem occidental de Long Island Sound. La seva grandària és d'aproximadament 1,5 km de llarg per 300 m d'ample i està situada al nord-est de City Island al grup de les Illes Pelham. L'illa és la part més oriental del Bronx; s'ha fet servir com a hospital psiquiàtric, sanatori, fossa comuna, i reformatori.
L'any 2020, va ser escenari d'enterraments de víctimes per COVID19 procedents de la ciutat de Nova York.